# Lo último que verán tus ojos
Lo último que verán tus ojos es un thriller histórico de la periodista y escritora chilena Isabel San Sebastián publicada en 2016. Es una novela repleta de acción, intriga, romance e historia que nos lleva a la 2.ª guerra mundial y sus terribles consecuencias.

## Argumento
Carolina Valdés es una especialista en arte que está en Nueva York para certificar la autenticidad de un cuadro del Greco que va a ser subastado por una millonada. Al tiempo recibe la visita de Philip, un taxista de Brooklyn que dice que el cuadro pertenece a su familia, pero fue robado por los nazis durante la 2.ª guerra mundial. A partir de aquí, arranca una investigación que llevará a la pareja a visitar Budapest, donde Philip averiguará el pasado de su familia judía, como la noticia de que su abuelo estuvo en el Holocausto.
Pero, no todo son acontecimientos negativos, en Budapest descubren como el diplomático español Ángel Sanz Briz salvó a millares de judíos. Desde allí, los personajes van hacia el Madrid de la Segunda Guerra Mundial lleno de alemanes, con el salón de té Embassy convertido en epicentro de espionaje internacional.
Juntos descubrirán secretos pasados, mientras surge el romance entre ellos capaz de vencer sus ancestrales prejuicios.

## Contexto histórico
En la novela se ve reflejada las relaciones entre la España franquista y el nazismo durante la II Guerra Mundial. A pesar de que España tuviera una posición oficial de neutralidad, continuó sus relaciones con el régimen nazi, proveyendo wolframio y minerales estratégicos hasta el final de la guerra provocando el embargo de petróleo por parte de Estados Unidos.
Después del conflicto, el régimen de Franco actuó en consecuencia y dio asilo a muchos nazis que se quedaron en nuestro país, como fue en la ciudad de Madrid. En ocasiones, utilizaban residir en España como territorio de paso hacia América. El franquismo les garantizó absoluta impunidad.
La importancia del contexto histórico en la historia es la actuación que tuvieron un grupo de diplomáticos como Ángel Sanz Briz que salvaron a millones de judíos. El franquismo utilizó estos acontecimientos para apropiárselos como una política de Estado, pero en realidad fueron actuaciones individuales que no tuvieron nada que ver.

## Espacio
La novela es histórica y por lo tanto se muestran varios lugares en los que sucedieron acontecimientos importantes como son el Holocausto de Budapest, Inglaterra o Madrid cuando llegaron los nazis en el asilo. También se refleja Toledo por la importancia que refleja esta ciudad para la obra del Greco.
Y por último y dando un giro, Nueva York donde Carolina Valdés se encuentra con Philipe.